# Zespół kuwady
Zespół kuwady (in. zespół couvade, ciąża współczulna) – naturalny fenomen występowania objawów ciążowych u części mężczyzn oczekujących urodzenia swojego dziecka przez partnerkę.

## Etymologia
Termin kuwada pochodzi od francuskiego słowa couver (wysiadywać) i został po raz pierwszy użyty w 1865 przez angielskiego antropologa Edwarda Burnetta Tylora na określenie magiczno-symbolicznych zachowań w okresie oczekiwania na dziecko w pierwotnych społecznościach, poprzez naśladowanie przez mężczyznę zachowań ciężarnej oraz rodzącej kobiety.

## Etiologia
W rozważaniach nad etiologią zespołu kuwady są brane pod uwagę trzy podstawowe teorie, natomiast jego podłoże fizjologiczne pozostaje nieznane: 
- antropologiczna, w której podłożem zespołu jest zubożona forma kuwady[2],
- medyczna, w której podłożem zespołu są zaburzenia psychofizjologiczne[1],
- psychologiczna, w której podłożem zespołu jest zazdrość o akt urodzenia dziecka, niezrealizowana potrzeba kreacji nowego życia, silna identyfikacja z matką, nierozwiązany konflikt edypalny oraz traktowanie nienarodzonego dziecka jako rywala o uczucia kobiety[1].

## Obraz kliniczny
Objawy zespołu kuwady pojawiają się u mężczyzn w pierwszym oraz trzecim trymestrze ciąży partnerki i ustępują natychmiast po porodzie. Zidentyfikowano 16 podstawowych objawów: nudności, wymioty, ból brzucha, wzdęcia, zmiany apetytu, wzrost masy ciała, zmniejszenie masy ciała, problemy jelitowe, bóle zębów, problemy skórne, kurcze mięśni kończyn dolnych, omdlenia, osłabienie, kolka, biegunka, zaparcie. Objawy zespołu kuwady pojawiają się najczęściej podczas oczekiwania na pierwsze dziecko mężczyzny, szczególnie u par w których związek emocjonalny jest bardzo silny.

## Diagnostyka różnicowa
Pomimo pozornego podobieństwa do ciąży rzekomej w zespole kuwady pozostaje zachowany krytycyzm co do rzeczywistej sytuacji fizjologicznej.

## Epidemiologia
Zespół kuwady występuje u 11–36% partnerów ciężarnych kobiet. 

## Leczenie
Zespół kuwady nie wymaga żadnego leczenia, nie jest również uważany za stan patologiczny i nie jest ujmowany zarówno przez Międzynarodową Klasyfikację Chorób ICD-10 jak i klasyfikację zaburzeń psychicznych Amerykańskiego Towarzystwa Psychiatrycznego DSM-5.